# Szinas
Szinas (arab. شناص) – miasto w północno-zachodnim Omanie, w Muhafazie Szamal al-Batina. Według spisu ludności w grudniu 2010 roku liczyło 3219 mieszkańców. Jest siedzibą administracyjną wilajetu Szinas, który w 2010 roku liczył 52 132 mieszkańców.